# Quirruba
Quirrubas (Sing. Quirruba; Quirrúpa, Kirrúpa, Quirruva, Chirrupe) je pleme američkih Indijanaca nastanjeno u 16. i 17. st. stoljeću u Kolumbiji. koji po govoru pripadaju grupi poznatoj kao Avani ili Abanes, jezična porodica Arawakan. 
Neki autori (N. Morey) smatraju, s rezervom, da su Quirrubas jedna od grupa Achagua Indijanaca, navodeći, isto uz rezervu i plemena Quiriquiripas, Mugirris, Pizzarva, Cajuanacenis, Chanapes, Chichaytaquiri, Emataquiris i Ereretaquires. 
Kultura ovih Indijanaca svakako je srodna onima od Achagua plemena koja pripada kišnoj šumi i moguće pod utjecajem Čibča. Uz uzgoj kukuruza, juke, manioke, onote, piñe (piña) i drugoga, lov i ribolov morali su imati značaj kod ovih Indijanaca. S. Mora navodi da se konzumiralo meso i kajmana i kornjača.